# Johann Mühlegg
Johann Mühlegg (Marktoberdorf, Baviera, 8 de novembre de 1970), també conegut com a Juanito Muehlegg, és un esquiador de fons alemany que també posseeix la nacionalitat espanyola, conegut per donar positiu en darbepoetina als Jocs Olímpics d'hivern de Salt Lake City de l'any 2002.

## Biografia
Mühlegg va debutar en competicions internacionals representant el seu país d'origen en els Jocs Olímpics d'Hivern de 1992, 1994 i 1998. Però després de diversos desacords amb la federació germana, va aprofitar les seves bones relacions amb l'equip d'esquí de fons espanyol per demanar la doble nacionalitat, que li fou concedida el 1999.
En els Jocs Olímpics de Salt Lake City 2002 va representar a Espanya i va guanyar tres medalles d'or en les categories de 50 quilòmetres clàssica, 30 quilòmetres estil lliure i 10 quilòmetres + 10 quilòmetres en persecució combinada. No obstant això, totes li van ser retirades després de donar positiu per darbepoetina en un control antidopatge.
Quan va complir la sanció va sol·licitar el seu reingrés en l'equip espanyol per participar en els Jocs d'Hivern de Torí 2006, però no es va sentir recolzat per la federació i es va retirar tant de l'esport professional com de la vida pública. Mühlegg va marxar a viure a Brasil, on dirigeix una immobiliària, i de tant en tant torna a Alemanya per fer classes d'esquí i visitar a la seva família.